# Collegio elettorale di Verrès (Regno di Sardegna)
Il collegio elettorale di Verrès è stato un collegio elettorale uninominale del Regno di Sardegna, uno dei collegi nell'allora provincia di Torino.
Fu istituito con il Regio editto del 17 marzo 1848; era identificato con il numero 154 e comprendeva i territori di  Verrès e di Donaz.
In seguito alla riforma prevista dalla legge 3778 del 1859, il collegio, ora identificato con il numero 247, era composto dagli stessi territori.
Con l'unità d'Italia il territorio confluì nell'omonimo collegio del nuovo Regno.

## Dati elettorali
Nel collegio si svolsero votazioni per tutte le sette legislature del Regno di Sardegna.

### I legislatura
Le votazioni si svolsero in 222 collegi uninominali a doppio turno. Come previsto dal decreto n. 680 del 17 marzo 1848, era eletto al primo turno il candidato che «riunisce in suo favore più del terzo dei voti del total numero dei membri componenti il collegio e più della metà dei suffragi dati dai votanti presenti all'adunanza» (art. 92). Se nessun candidato era eletto, al ballottaggio tra i due candidati con più voti era eletto chi otteneva il maggior numero di voti (art. 93) o, in caso di ugual numero di voti, il maggiore d'età (art. 94).
Il collegio era stato convocato, come tutti gli altri del Regno si Sardegna, per il 27 aprile, ma le votazioni non ebbero luogo.
Il collegio fu quindi convocato nuovamente per il 26 giugno dello stesso anno. 
| Partito                            | Partito                            | Candidato                          | Risultati 26 giugno 1848 | Risultati 26 giugno 1848 |
| Partito                            | Partito                            | Candidato                          | Voti                     | %                        |
| ---------------------------------- | ---------------------------------- | ---------------------------------- | ------------------------ | ------------------------ |
|                                    | —                                  | Luigi Menabrea                     | 68                       | 100,00                   |
|                                    |                                    |                                    |                          |                          |
| Iscritti                           | Iscritti                           | Iscritti                           | 98                       | 100,00                   |
| ↳ Votanti (% su iscritti)          | ↳ Votanti (% su iscritti)          | ↳ Votanti (% su iscritti)          | 69                       | 70,41                    |
| ↳ Voti validi (% su votanti)       | ↳ Voti validi (% su votanti)       | ↳ Voti validi (% su votanti)       | 68                       | 98,55                    |
| ↳ Schede non valide (% su votanti) | ↳ Schede non valide (% su votanti) | ↳ Schede non valide (% su votanti) | 1                        | 1,45                     |
| ↳ Astenuti (% su iscritti)         | ↳ Astenuti (% su iscritti)         | ↳ Astenuti (% su iscritti)         | 29                       | 29,59                    |

L'onorevole Menabrea il 23 luglio 1848 fu nominato primo ufficiale del Ministero degli affari esteri e quindi decadde dalla carica. Il collegio fu convocato nuovamente.
| Partito                            | Partito                            | Candidato                          | Risultati 30 settembre 1848 | Risultati 30 settembre 1848 |
| Partito                            | Partito                            | Candidato                          | Voti                        | %                           |
| ---------------------------------- | ---------------------------------- | ---------------------------------- | --------------------------- | --------------------------- |
|                                    | —                                  | Luigi Menabrea                     | 39                          | 88,64                       |
|                                    | —                                  | Giovanni Defey                     | 5                           | 11,36                       |
|                                    |                                    |                                    |                             |                             |
| Iscritti                           | Iscritti                           | Iscritti                           | 98                          | 100,00                      |
| ↳ Votanti (% su iscritti)          | ↳ Votanti (% su iscritti)          | ↳ Votanti (% su iscritti)          | 47                          | 47,96                       |
| ↳ Voti validi (% su votanti)       | ↳ Voti validi (% su votanti)       | ↳ Voti validi (% su votanti)       | 44                          | 93,62                       |
| ↳ Schede non valide (% su votanti) | ↳ Schede non valide (% su votanti) | ↳ Schede non valide (% su votanti) | 3                           | 6,38                        |
| ↳ Astenuti (% su iscritti)         | ↳ Astenuti (% su iscritti)         | ↳ Astenuti (% su iscritti)         | 51                          | 52,04                       |

### II legislatura
Le votazioni si svolsero in 222 collegi uninominali a doppio turno con la stessa normativa precedente (al primo turno un numero di voti maggiore di un terzo degli iscritti).
| Partito                            | Partito                            | Candidato                          | Risultati 22 gennaio 1849 | Risultati 22 gennaio 1849 |
| Partito                            | Partito                            | Candidato                          | Voti                      | %                         |
| ---------------------------------- | ---------------------------------- | ---------------------------------- | ------------------------- | ------------------------- |
|                                    | —                                  | Giovanni Defey                     | 57                        | 77,03                     |
|                                    | —                                  | Luigi Menabrea                     | 17                        | 22,97                     |
|                                    |                                    |                                    |                           |                           |
| Iscritti                           | Iscritti                           | Iscritti                           | 97                        | 100,00                    |
| ↳ Votanti (% su iscritti)          | ↳ Votanti (% su iscritti)          | ↳ Votanti (% su iscritti)          | 76                        | 78,35                     |
| ↳ Voti validi (% su votanti)       | ↳ Voti validi (% su votanti)       | ↳ Voti validi (% su votanti)       | 74                        | 97,37                     |
| ↳ Schede non valide (% su votanti) | ↳ Schede non valide (% su votanti) | ↳ Schede non valide (% su votanti) | 2                         | 2,63                      |
| ↳ Astenuti (% su iscritti)         | ↳ Astenuti (% su iscritti)         | ↳ Astenuti (% su iscritti)         | 21                        | 21,65                     |

### III legislatura
Le votazioni si svolsero in 204 collegi uninominali a doppio turno con la normativa del 1848 (al primo turno un numero di voti maggiore di un terzo degli iscritti).
| Partito                            | Partito                            | Candidato                          | Primo turno 15 luglio 1849 | Primo turno 15 luglio 1849 | Ballottaggio 22 luglio 1849 | Ballottaggio 22 luglio 1849 |
| Partito                            | Partito                            | Candidato                          | Voti                       | %                          | Voti                        | %                           |
| ---------------------------------- | ---------------------------------- | ---------------------------------- | -------------------------- | -------------------------- | --------------------------- | --------------------------- |
|                                    | —                                  | Giovanni Defey                     | 37                         | 51,39                      | 48                          | 60,76                       |
|                                    | —                                  | Baldassarre Mongenet               | 35                         | 48,61                      | 31                          | 39,24                       |
|                                    |                                    |                                    |                            |                            |                             |                             |
| Iscritti                           | Iscritti                           | Iscritti                           | 141                        | 100,00                     | 141                         | 100,00                      |
| ↳ Votanti (% su iscritti)          | ↳ Votanti (% su iscritti)          | ↳ Votanti (% su iscritti)          | 77                         | 54,61                      | 79                          | 56,03                       |
| ↳ Voti validi (% su votanti)       | ↳ Voti validi (% su votanti)       | ↳ Voti validi (% su votanti)       | 72                         | 93,51                      | 79                          | 100,00                      |
| ↳ Schede non valide (% su votanti) | ↳ Schede non valide (% su votanti) | ↳ Schede non valide (% su votanti) | 5                          | 6,49                       | 0                           | 0,00                        |
| ↳ Astenuti (% su iscritti)         | ↳ Astenuti (% su iscritti)         | ↳ Astenuti (% su iscritti)         | 64                         | 45,39                      | 62                          | 43,97                       |

"Nella tornata del 3 agosto 1849 venne sospesa la convalidazione di questa elezione mancando il verbale della prima adunanza del collegio. Nella successiva seduta del 18 agosto elezione venne convalidata, essendosi accertato che il verbale della 1ª votazione era stato redatto, che erasi smarrito nella trasmissione al Ministero dell’interno, e che d°altra parte la legge elettorale (art. 99) non faceva obbligo di spedire al Ministero il verbale di 1ª votazione, ma sibbene il verbale della elezione che, nel caso concreto, veniva ad essere il verbale della 2ª votazione. — L’onorevole Defey si dimise il 20 settembre 1849". Il collegio fu convocato nuovamente.
| Partito                            | Partito                            | Candidato                           | Primo turno 28 ottobre 1849 | Primo turno 28 ottobre 1849 | Ballottaggio 4 novembre 1849 | Ballottaggio 4 novembre 1849 |
| Partito                            | Partito                            | Candidato                           | Voti                        | %                           | Voti                         | %                            |
| ---------------------------------- | ---------------------------------- | ----------------------------------- | --------------------------- | --------------------------- | ---------------------------- | ---------------------------- |
|                                    | —                                  | Domenico Marco                      | 40                          | 65,57                       | 30                           | 55,56                        |
|                                    | —                                  | Antonio Francesco Olivero, generale | 21                          | 34,43                       | 24                           | 44,44                        |
|                                    |                                    |                                     |                             |                             |                              |                              |
| Iscritti                           | Iscritti                           | Iscritti                            | 141                         | 100,00                      | 141                          | 100,00                       |
| ↳ Votanti (% su iscritti)          | ↳ Votanti (% su iscritti)          | ↳ Votanti (% su iscritti)           | 62                          | 43,97                       | 55                           | 39,01                        |
| ↳ Voti validi (% su votanti)       | ↳ Voti validi (% su votanti)       | ↳ Voti validi (% su votanti)        | 61                          | 98,39                       | 54                           | 98,18                        |
| ↳ Schede non valide (% su votanti) | ↳ Schede non valide (% su votanti) | ↳ Schede non valide (% su votanti)  | 1                           | 1,61                        | 1                            | 1,82                         |
| ↳ Astenuti (% su iscritti)         | ↳ Astenuti (% su iscritti)         | ↳ Astenuti (% su iscritti)          | 79                          | 56,03                       | 86                           | 60,99                        |

### IV legislatura
Le votazioni si svolsero in 204 collegi uninominali a doppio turno con la normativa del 1848 (al primo turno un numero di voti maggiore di un terzo degli iscritti).
| Partito                            | Partito                            | Candidato                          | Risultati 9 dicembre 1849 | Risultati 9 dicembre 1849 |
| Partito                            | Partito                            | Candidato                          | Voti                      | %                         |
| ---------------------------------- | ---------------------------------- | ---------------------------------- | ------------------------- | ------------------------- |
|                                    | —                                  | Antonio Francesco Olivero          | 63                        | 57,80                     |
|                                    | —                                  | Domenico Marco                     | 46                        | 42,20                     |
|                                    |                                    |                                    |                           |                           |
| Iscritti                           | Iscritti                           | Iscritti                           | 141                       | 100,00                    |
| ↳ Votanti (% su iscritti)          | ↳ Votanti (% su iscritti)          | ↳ Votanti (% su iscritti)          | 118                       | 83,69                     |
| ↳ Voti validi (% su votanti)       | ↳ Voti validi (% su votanti)       | ↳ Voti validi (% su votanti)       | 109                       | 92,37                     |
| ↳ Schede non valide (% su votanti) | ↳ Schede non valide (% su votanti) | ↳ Schede non valide (% su votanti) | 9                         | 7,63                      |
| ↳ Astenuti (% su iscritti)         | ↳ Astenuti (% su iscritti)         | ↳ Astenuti (% su iscritti)         | 23                        | 16,31                     |

L'onorevole Olivero di dimise il 29 marzo 1850. Il collegio fu convocato nuovamente. 
| Partito                            | Partito                            | Candidato                          | Primo turno 21 aprile 1850 1849 | Primo turno 21 aprile 1850 1849 | Ballottaggio 23 aprile 1850 | Ballottaggio 23 aprile 1850 |
| Partito                            | Partito                            | Candidato                          | Voti                            | %                               | Voti                        | %                           |
| ---------------------------------- | ---------------------------------- | ---------------------------------- | ------------------------------- | ------------------------------- | --------------------------- | --------------------------- |
|                                    | —                                  | Domenico Marco                     | 46                              | 52,27                           | 59                          | 60,20                       |
|                                    | —                                  | Giovanni Battista Frescot          | 42                              | 47,73                           | 39                          | 39,80                       |
|                                    |                                    |                                    |                                 |                                 |                             |                             |
| Iscritti                           | Iscritti                           | Iscritti                           | 140                             | 100,00                          | 140                         | 100,00                      |
| ↳ Votanti (% su iscritti)          | ↳ Votanti (% su iscritti)          | ↳ Votanti (% su iscritti)          | 93                              | 66,43                           | 99                          | 70,71                       |
| ↳ Voti validi (% su votanti)       | ↳ Voti validi (% su votanti)       | ↳ Voti validi (% su votanti)       | 88                              | 94,62                           | 98                          | 98,99                       |
| ↳ Schede non valide (% su votanti) | ↳ Schede non valide (% su votanti) | ↳ Schede non valide (% su votanti) | 5                               | 5,38                            | 1                           | 1,01                        |
| ↳ Astenuti (% su iscritti)         | ↳ Astenuti (% su iscritti)         | ↳ Astenuti (% su iscritti)         | 47                              | 33,57                           | 41                          | 29,29                       |

### V legislatura
Le votazioni si svolsero in 204 collegi uninominali a doppio turno con la normativa del 1848 (al primo turno un numero di voti maggiore di un terzo degli iscritti).
| Partito                            | Partito                            | Candidato                          | Primo turno 8 dicembre 1853 | Primo turno 8 dicembre 1853 | Ballottaggio 11 dicembre 1853 | Ballottaggio 11 dicembre 1853 |
| Partito                            | Partito                            | Candidato                          | Voti                        | %                           | Voti                          | %                             |
| ---------------------------------- | ---------------------------------- | ---------------------------------- | --------------------------- | --------------------------- | ----------------------------- | ----------------------------- |
|                                    | —                                  | Federico Barbier                   | 38                          | 37,25                       | 43                            | 51,19                         |
|                                    | —                                  | Domenico Marco                     | 35                          | 34,31                       | 41                            | 48,81                         |
|                                    | —                                  | Leone Menabrea                     | 29                          | 28,43                       |                               |                               |
|                                    |                                    |                                    |                             |                             |                               |                               |
| Iscritti                           | Iscritti                           | Iscritti                           | 148                         | 100,00                      | 148                           | 100,00                        |
| ↳ Votanti (% su iscritti)          | ↳ Votanti (% su iscritti)          | ↳ Votanti (% su iscritti)          | 112                         | 75,68                       | 85                            | 57,43                         |
| ↳ Voti validi (% su votanti)       | ↳ Voti validi (% su votanti)       | ↳ Voti validi (% su votanti)       | 102                         | 91,07                       | 84                            | 98,82                         |
| ↳ Schede non valide (% su votanti) | ↳ Schede non valide (% su votanti) | ↳ Schede non valide (% su votanti) | 10                          | 8,93                        | 1                             | 1,18                          |
| ↳ Astenuti (% su iscritti)         | ↳ Astenuti (% su iscritti)         | ↳ Astenuti (% su iscritti)         | 36                          | 24,32                       | 63                            | 42,57                         |

L'onorevole Barbier si dimise il 4 gennaio 1856. Il collegio fu convocato nuovamente.
| Partito                            | Partito                            | Candidato                          | Risultati 8 febbraio 1856 | Risultati 8 febbraio 1856 |
| Partito                            | Partito                            | Candidato                          | Voti                      | %                         |
| ---------------------------------- | ---------------------------------- | ---------------------------------- | ------------------------- | ------------------------- |
|                                    | —                                  | Giovanni Battista Frescot          | 69                        | 60,00                     |
|                                    | —                                  | Desiderato Chiaves                 | 46                        | 40,00                     |
|                                    |                                    |                                    |                           |                           |
| Iscritti                           | Iscritti                           | Iscritti                           | 177                       | 100,00                    |
| ↳ Votanti (% su iscritti)          | ↳ Votanti (% su iscritti)          | ↳ Votanti (% su iscritti)          | 126                       | 71,19                     |
| ↳ Voti validi (% su votanti)       | ↳ Voti validi (% su votanti)       | ↳ Voti validi (% su votanti)       | 115                       | 91,27                     |
| ↳ Schede non valide (% su votanti) | ↳ Schede non valide (% su votanti) | ↳ Schede non valide (% su votanti) | 11                        | 8,73                      |
| ↳ Astenuti (% su iscritti)         | ↳ Astenuti (% su iscritti)         | ↳ Astenuti (% su iscritti)         | 51                        | 28,81                     |

### VI legislatura
Le votazioni si svolsero in 204 collegi uninominali a doppio turno dopo la modifica dei collegi della Sardegna nel 1856; venne applicata la normativa del 1848 (al primo turno un numero di voti maggiore di un terzo degli iscritti).
| Partito                            | Partito                            | Candidato                          | Risultati 15 novembre 1857 | Risultati 15 novembre 1857 |
| Partito                            | Partito                            | Candidato                          | Voti                       | %                          |
| ---------------------------------- | ---------------------------------- | ---------------------------------- | -------------------------- | -------------------------- |
|                                    | —                                  | Vittorio Emanuele Tettù            | 108                        | 63,53                      |
|                                    | —                                  | Giovanni Battista Frescot          | 62                         | 36,47                      |
|                                    |                                    |                                    |                            |                            |
| Iscritti                           | Iscritti                           | Iscritti                           | 212                        | 100,00                     |
| ↳ Votanti (% su iscritti)          | ↳ Votanti (% su iscritti)          | ↳ Votanti (% su iscritti)          | 177                        | 83,49                      |
| ↳ Voti validi (% su votanti)       | ↳ Voti validi (% su votanti)       | ↳ Voti validi (% su votanti)       | 170                        | 96,05                      |
| ↳ Schede non valide (% su votanti) | ↳ Schede non valide (% su votanti) | ↳ Schede non valide (% su votanti) | 7                          | 3,95                       |
| ↳ Astenuti (% su iscritti)         | ↳ Astenuti (% su iscritti)         | ↳ Astenuti (% su iscritti)         | 35                         | 16,51                      |

### VII legislatura
Le votazioni si svolsero in 387 collegi uninominali a doppio turno. Come previsto dalla legge elettorale del 20 novembre 1859, era eletto al primo turno il candidato che «riunisce in suo favore più del terzo dei voti del total numero dei membri componenti il collegio e più della metà dei suffragi dati dai votanti presenti all'adunanza» (art. 91). Se nessun candidato era eletto, al ballottaggio tra i due candidati con più voti era eletto chi otteneva il maggior numero di voti (art. 92) o, in caso di ugual numero di voti, il maggiore d'età (art. 93).
| Partito                            | Partito                            | Candidato                          | Risultati 25 marzo 1860 | Risultati 25 marzo 1860 |
| Partito                            | Partito                            | Candidato                          | Voti                    | %                       |
| ---------------------------------- | ---------------------------------- | ---------------------------------- | ----------------------- | ----------------------- |
|                                    | —                                  | Baldassarre Mongenet               | 141                     | 78,77                   |
|                                    | —                                  | Vittorio Emanuele Tettù            | 38                      | 21,23                   |
|                                    |                                    |                                    |                         |                         |
| Iscritti                           | Iscritti                           | Iscritti                           | 238                     | 100,00                  |
| ↳ Votanti (% su iscritti)          | ↳ Votanti (% su iscritti)          | ↳ Votanti (% su iscritti)          | 193                     | 81,09                   |
| ↳ Voti validi (% su votanti)       | ↳ Voti validi (% su votanti)       | ↳ Voti validi (% su votanti)       | 179                     | 92,75                   |
| ↳ Schede non valide (% su votanti) | ↳ Schede non valide (% su votanti) | ↳ Schede non valide (% su votanti) | 14                      | 7,25                    |
| ↳ Astenuti (% su iscritti)         | ↳ Astenuti (% su iscritti)         | ↳ Astenuti (% su iscritti)         | 45                      | 18,91                   |